# Reliant FW11
De Reliant FW11 is een prototype auto ontworpen door Marcello Gandini van Gruppo Bertone in 1977 voor de Britse autofabrikant Reliant, die een auto aan het ontwikkelen waren voor het Turkse Otosan.
De vijfdeurs hatchback heeft een wielbasis van 2629 mm, de lengte is 4350 mm. De auto was ontworpen om motoren van 1,3 tot 2 liter te kunnen gebruiken.